# Unified Threat Management
UTM (en inglés: Unified Threat Management) o Gestión Unificada de Amenazas es un término que se refiere a un dispositivo de red único con múltiples funciones, las funcionalidades básicas que debe tener son:
- Antivirus
- Firewall (cortafuegos)
- Sistema de detección/prevención de intrusos

Los dispositivos más recientes tienen las siguientes funcionalidades extras,  que los hacen más integrales:
- NAT
- VPN
- Antispam
- Antiphishing
- Antispyware
- Filtro de contenidos
- Detección/Prevención de Intrusos (IDS/IPS)

El término fue utilizado por primera vez por Charles J. Kolodgy, de International Data Corporation (IDC), en 2004. En un reporte llamado "Worldwide Threat Management Security Appliances 2004-2008 Forecast and 2003 Vendor Shares: The Rise of the Unified Threat Management Security Appliance ", en el cual describe las funcionalidades básicas de un dispositivo UTM. Las siguientes características son ventajas y desventajas de una UTM:
Ventajas:
- Flexibilidad
- Bajo costo
- Reduce la complejidad
- Integración Completa

Desventajas:
- Único punto de falla
- Puede tener problemas de rendimiento al tener todas las herramientas activas.
- Para algunos servicios requiere suscripción.

Debido a que es el único punto de fallo, algunos empresas optan por un segundo UTM u otro firewall que le proporcione una seguridad adicional.